# Хансон, Лукас
Лу́кас Ха́нсон (исп. Lucas Ezequiel Janson; род. 16 августа 1994, Олаваррия, провинция Буэнос-Айрес) — аргентинский футболист, фланговый нападающий клуба «Бока Хуниорс».

## Биография
Лукас Хансон является воспитанником академии «Тигре». В основном составе этого клуба дебютировал 13 августа 2012 года в гостевом матче 2 тура чемпионата Аргентины (Инисиаль) против «Боки Хуниорс». Хансон вышел на замену на 75 минуте при счёте 2:0 в пользу хозяев, но не смог повлиять на результат. В том же месяце, 31 августа, Хансон дебютировал на международной арене, выйдя на замену на 77 минуте матча второго предварительного этапа Южноамериканского кубка против «Архентинос Хуниорс» (4:1). Всего нападающий сыграл в ЮАК-2012 три матча, причём «Тигре» впервые в своей истории сумел дойти до финала международного турнира. Однако в финальных играх против «Сан-Паулу» Лукас участия не принимал.
Успешно для нападающего сложился чемпионат Аргентины 2016 года. Хансон в 14 матчах забил шесть голов. Следующий сезон 2016/17 был для игрока менее удачным. В игре против «Олимпо» он получил серьёзную травму — разрыв крестообразных связок. В сезоне 2017/18 Лукас Хансон стал игроком основного состава «Тигре». В августе 2018 года Хансон отправился в аренду в «Торонто», который незадолго до того стал победителем Первенства Канады. В первой же игре в MLS отметился голом в ворота «Сан-Хосе Эртквейкс» (1:1).
В июле 2019 года Лукас Хансон перешёл в «Велес Сарсфилд» по настоянию тренера «фортина» Габриэля Хайнце. Хансон довольно быстро влился в основной состав. Особенно успешный период для нападающего начался в 2021 году. В 2022 году помог «Велесу» выйти в 1/4 финала Кубка Либертадорес (турнир продолжается). В первом четвертьфинальном матче против «Тальереса» (Кордова) оформил дубль и помог команде выиграть со счётом 3:2. Благодаря этому дублю Хансон вышел на чистое первое место среди лучших бомбардиров «Велеса» в Кубке Либертадорес. Кроме того, с семью голами аргентинец присоединился к числу лучших бомбардиров текущего розыгрыша, куда входят ещё три бразильских футболиста.

## Достижения
Командные
- Обладатель Кубка Суперлиги Аргентины (1): 2019
- Финалист Южноамериканского кубка (1): 2012

Личные
- Лучший бомбардир «Велес Сарсфилда» в Кубке Либертадорес — 10 голов (2021—2022)